# Hanchinhal (K), Sindhnur
Hanchinhal (K) là một làng thuộc tehsil Sindhnur, huyện Raichur, bang Karnataka, Ấn Độ.